# Кабус ибн ел Мундир
Кабус ибн ел Мундир (у грчким изворима Καβόσης, Кабосес) је био краљ Лахмиских Арапа у пероду 569–573.
Његово име је арапска варијанта персијског имена "Кавус", које је усвојено под утицајем њихових сизерена Сасанидских Персијанаца. На престолу је наследио свог брата Амра III ибн ел Мундира (в. 554–569). О његовој владавини нема много података, једино се зна да је 570. доживио тежак пораз од про-византијских Гасанида које је предводио Ел Мундир III ибн ел Харит. Након његове смрти Лахмидима је у периоду од једне године владао персијски гувернер, пре не што је за краља именован Кабусов брат Ел Мундир IV ибн ел Мундир.